# Matylda Dubská z Třebomyslic
Matylda hraběnka Dubská z Třebomyslic, rozená hraběnka ze Žerotína-Lilgenau (německy Mathilde Johanna Seraphine Gräfin Dubsky von Trzebomislitz; 27. listopadu 1808 Brno – 15. října 1887 Lysice) byla moravská šlechtična. Jako manželka dlouholetého zemského poslance a moravského zemského hejtmana hraběte Emanuela Dubského patřila v 19. století k významným osobnostem veřejného života na Moravě a v Brně. Angažovala se v charitě a stála u zrodu dětské nemocnice v Brně.

## Životopis

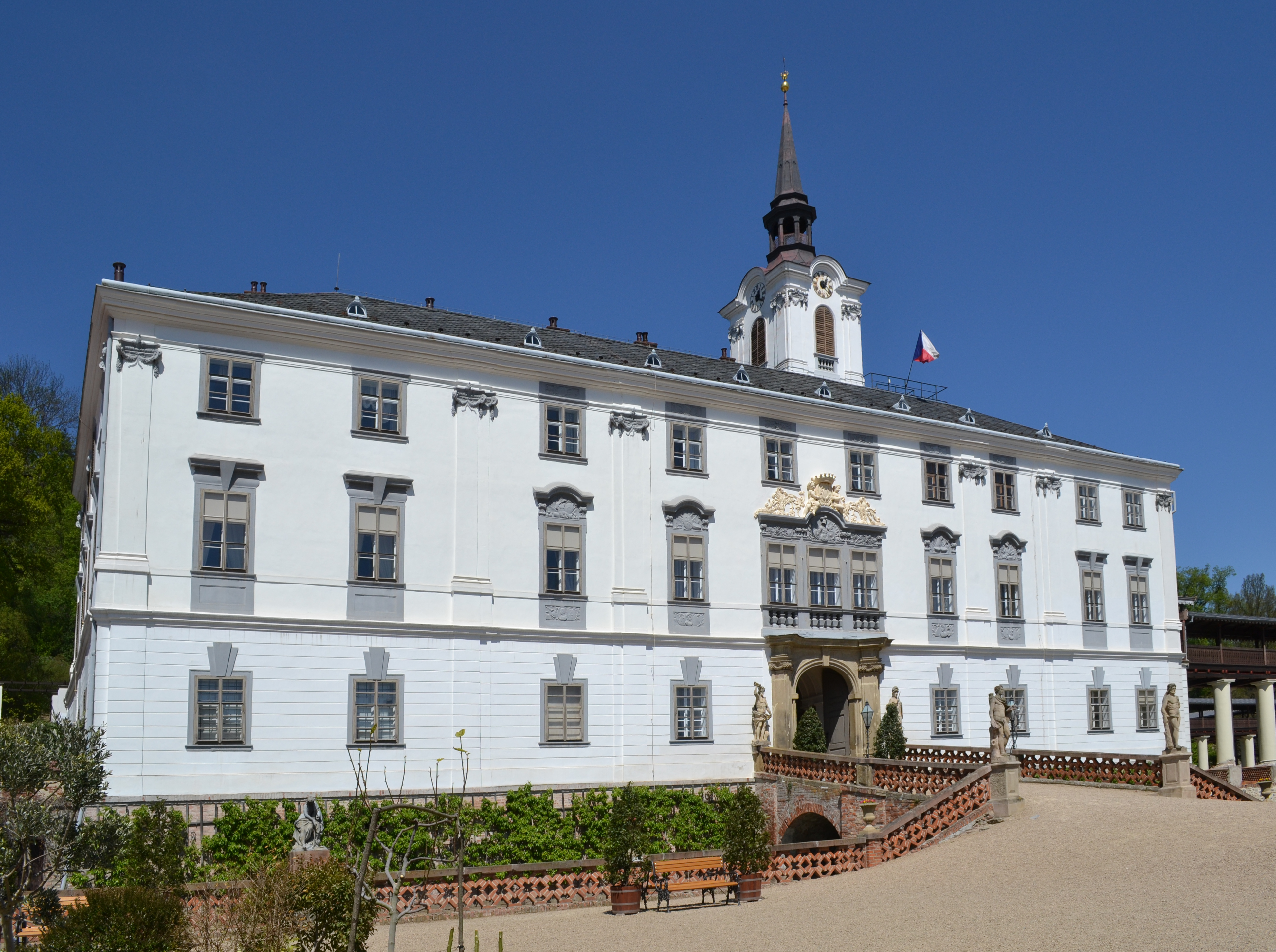
Zámek Lysice, sídlo rodu Dubských z Třebomyslic

Pocházela ze starého moravského rodu Žerotínů, byla dcerou hraběte Františka Josefa ze Žerotína (1772–1845) a jeho manželky Ernestiny, rozené Skrbenské z Hříště (1778–1854). Narodila se v žerotínském domě v Poštovské ulici v Brně (na místě dnešního paláce Alfa), pokřtěna byla v minoritském klášteře. Dětství strávila střídavě v Brně a na žerotínském zámku v Bludově, v mládí vynikla malířským nadáním, po svatbě se kreslení věnovala již jen výjimečně. Dvě její práce (květinová zátiší) z konce třicátých let 19. století jsou uloženy ve sbírkách Moravské galerie.
Provdala se 12. června 1833 v bludovském kostele sv. Jiří, jejím manželem se stal hrabě Emanuel Dubský z Třebomyslic (1806–1881), který patřil později k významným osobnostem veřejného a politického života na Moravě. Po jeho boku se Matylda zařadila mezi osobnosti společenského života, rodina žila střídavě v Brně a na zámku v Lysicích. Brněnským sídlem byl palác Dubských (zbořený v roce 1914) v prostoru mezi Českou a Veselou ulicí. Nejznámějším interiérem paláce byl tzv. porcelánový kabinet, uložený dnes v Uměleckohistorickém muzeu ve Vídni. Přes léto rodina pobývala na zámku v Lysicích, který byl z popudu Emanuela Dubského ve dvou etapách přestavován. Matylda byla též c. k. palácovou dámou s přístupem k císařskému dvoru.

### Dětská nemocnice v Brně
Kromě péče o vlastní rodinu se Matylda Dubská prosadila v charitě. Z podnětu očního lékaře Ferdinanda Dvořáka vznikla v roce 1846 myšlenka na zřízení dětské nemocnice v Brně. Potřeba vzniku takové instituce vycházela z rozmachu brněnského textilního průmyslu a rostoucímu počtu obyvatel. V dubnu 1846 byl založen Spolek sv. Cyrila a Metoděje (Verein für das Kinderspital zu St. Cyrill und Method) a jeho předsedkyní se stala Matylda Dubská. Spolku se ještě téhož roku podařilo získat a pro potřeby nemocnice přestavět nájemní dům ve Hřbitovní ulici (dnešní Kounicova). Nemocnice měla fungovat jako nadační ústav a poskytovala bezplatnou péči dětem ve věku od jednoho do dvanácti let. Funkci předsedkyně spolku zastával krátce Matyldina teta hraběnka Karolína Nimptschová, rozená ze Žerotína. Po její smrti v roce 1861 se předsedkyní spolku stala znovu Matylda Dubská a chodu dětské nemocnice se věnovala až do své smrti. Pro financování organizovala řadu dobročinných akcí, například charitativní ples v brněnském paláci Dubských v roce 1859 vynesl 2 000 zlatých. Z kapacitních důvodů byla budova nemocnice v letech 1886–1887 přestavěna a rozšířena, krátce poté byl založen stavební fond pro výstavbu nového areálu. První moravská spořitelna poskytla pro stavbu nové nemocnice částku 100 000 zlatých, rada města Brna uvolnila pozemky ve čtvrti Černá Pole. Dětská nemocnice byla postavena v letech 1897–1898, její chod nadále zajišťoval Spolek sv. Cyrila a Metoděje, jeho předsedkyní byla v té době Matyldina snacha Alžběta, rozená Kinská.

## Rodina
Z manželství Emanuela Dubského a Matyldy Žerotínové se narodilo dvanáct potomků, tři z nich zemřeli v dětském věku. Matylda přežila i čtyři dospělé syny, dva padli ve válkách, jeden byl zavražděn. Mladší neprovdané dcery později žily v Rakousku. Jediným pokračovatelem rodu byl syn Quido Dubský z Třebomyslic. Všichni synové byli pokřtěni druhým jménem Bohuslav, dcery obdržely při křtu jméno Bohumila.
- 1. Oldřich (*/† 1834)
- 2. Quido (1835–1907), c. k. generálmajor, tajný rada, komoří, poslanec moravského zemského sněmu a říšské rady, majitel velkostatku Lysice,  ∞  1877 Alžběta hraběnka Kinská z Vchynic a Tetova (1855–1942), dáma Řádu hvězdového kříže
- 3. Ervín (1836–1909), c. k. fregatní kapitán, komoří, cestovatel a sběratel
- 4. Serafína (1837–1851)
- 5. Oskar (1839–1859), c. k. poručík, padl v bitvě u Solferina
- 6. Zbyněk (1840–1886), c. k. komoří, poručík, kvůli odlišné sexuální orientaci vyděděn
- 7. Hermína (1841–1848)
- 8. Alfons (1843–1866), c. k. nadporučík, padl v prusko-rakouské válce
- 9. Richard (1845–1872), c. k. nadporučík, zavražděn v Uhrách
- 10. Marie (1847–1918)
- 11. Udalrika (Oldřiška) (1850–1922)
- 12. Ludwiga (Viga) (1853–1926)

Matylda Dubská měla pět sourozenců, z nichž tři zemřeli v dětství. Bratr Zdeněk hrabě ze Žerotína (1812–1887) byl důstojníkem v armádě a majitelem velkostatku Bludov, sestra Ernestina (1813–1892) byla manželkou velkostatkáře a vlivného politika hraběte Aloise Serényiho. Na zámku v Lysicích pobývala často také neteř Emanuela Dubského baronka Marie von Ebner-Eschenbachová (1830–1916), významná rakouská spisovatelka. Díky jejím dochovaným deníkům jsou dostupné informace o životě Matyldy Dubské.
Hraběnka Matylda Dubská zemřela na zámku v Lysicích v roce 1887 ve věku 79 let, pohřbena je v rodinné hrobce na hřbitově v Lysicích.